# ザムトゲマインデ・ゾットルム
ザムトゲマインデ・ゾットルム (ドイツ語: Samtgemeinde Sottrum) は、ドイツ連邦共和国ニーダーザクセン州ローテンブルク（ヴュンメ）郡に属すザムトゲマインデ（集合自治体）である。このザムトゲマインデでは7町村が行政業務を共同で処理している。

## 地理

### ザムトゲマインデを構成する町村
- アハウゼン
- ベターゼン
- ハッセンドルフ
- ヘルヴェーゲ
- ホルシュテット
- レースム
- ゾットルム

## 歴史
1969年に、ベターゼン、クリュファースボルステル、エーファーリングハウゼン、ハッセンドルフ、ヘルヴェーゲ、ヘパーヘーフェン、レースム、シュレーセル、ゾットルム、シュターペル、シュトゥッケンボルステル、ターケン、ヴィンケルドルフが自由意思に基づきザムトゲマインデ・ゾットルムを結成した。
ホルシュテットは1970年に、これに加わった。
市町村再編に伴い、1974年3月1日にアハウゼンとエーファーゼンが加わった。

## 行政

### 議会
このザムトゲマインデの議会は31議席からなる。

### 首長
このザムトゲマインデの長は2007年6月1日からマルクス・ルックハウスが務めている。

### 紋章
赤地。右上（向かって左上）角に銀地に黒いナーゲル十字（下端が尖った十字）。金の馬具と金の蹄を持つ銀の馬に乗った、金の鎧をつけた聖ゲオルクが金の槍で緑の竜を突き刺している。ザムトゲマインデ・ゾットルムは、1970年にゾットルムの町章をザムトゲマインデの紋章として転用する許可を得た。

## 経済と社会資本

### 交通
このザムトゲマインデ内をアウトバーンA1号線（ハンブルク - ブレーメン）が通っている。同じくハンブルクとブレーメンを結ぶ連邦道B75号線はハッセルドルフとゾットルムを通る。
ゾットルムには鉄道ハンブルク - ブレーメン線の駅がある。

### 社会施設
最寄りの病院には、ローテンブルク（ヴュンメ）ディアコニー病院、アヒムのアラー＝ヴェーザー病院、ブレーメン市内の複数の病院がある。組織改編後ザムトゲマインデの大部分の保険救急医はアヒム救急医療管区に属す。これは、緊急時の相談窓口はアヒム病院にあると言うことを意味する。

## 引用
1. ↑  Landesamt für Statistik Niedersachsen, LSN-Online Regionaldatenbank, Tabelle A100001G: Fortschreibung des Bevölkerungsstandes, Stand 31. Dezember 2023